# Homosexualität in Luxemburg

Geografische Lage von Luxemburg

Homosexualität ist in Luxemburg liberal; das gesellschaftliche Klima in dem Land erlaubt homosexuellen Menschen die unbeeinträchtigte Entfaltung im öffentlichen Leben.

## Legalität
Die Strafbarkeit von Homosexualität wurde 1794 infolge der französischen Annexion aufgehoben.
Luxemburg wurde im Zweiten Weltkrieg von den Deutschen besetzt. Durch die Verordnung betr. Maßnahmen auf dem Gebiet der Strafrechtspflege vom 23. Dezember 1941 (VOBl. S. 544) wurde das deutsche Reichsstrafgesetzbuch in Luxemburg eingeführt. Dadurch war Homosexualität in der Zeit des Nationalsozialismus bis zur Befreiung 1944/45 strafbar.
Das Schutzalter wurde 1992 in Art. 372 Code pénal (Strafgesetzbuch) einheitlich auf 16 Jahre festgelegt.

## Antidiskriminierungsgesetze
In Luxemburg bestehen Antidiskriminierungsgesetze zum Schutze der sexuellen Identität im Arbeits- und Zivilrecht. Homosexuelle luxemburgische Staatsbürger können in der Armee dienen.

## Anerkennung gleichgeschlechtlicher Ehen
Luxemburg hat gleichgeschlechtliche Partnerschaften landesweit durch die Einführung von Eingetragenen Partnerschaften gesetzlich seit 2004 anerkannt. Eine Öffnung der Ehe wie im benachbarten Belgien erfolgte am 18. Juni 2014 mit 56 zu 4 Stimmen im Abgeordnetenhaus. Das Gesetz zur Eheöffnung wurde am 4. Juli 2014 vom Großherzog Henri unterzeichnet und am 17. Juli 2014 veröffentlicht. Ehen können seit dem 1. Januar 2015 geschlossen werden.

## Gesellschaftliche Situation
Luxemburg gehört zu den generell toleranten Staaten im Thema Homosexualität. Homosexualität ist größtenteils in der Bevölkerung respektiert und akzeptiert. Der ehemalige Regierungschef Xavier Bettel ist bekennend homosexuell und heiratete am 15. Mai 2015 als erster EU-Regierungschef seinen langjährigen Partner.
Nach einer Eurobarometer-Umfrage, die im Dezember 2006 publiziert wurde, unterstützten 58 Prozent der luxemburgischen Bevölkerung die gleichgeschlechtliche Ehe, 39 Prozent befürworteten das Recht gleichgeschlechtlicher Paare, Kinder zu adoptieren.
In der Landeshauptstadt Luxemburg besteht eine kleine lesbisch-schwule Szene. Die bedeutendste, gegenwärtige LGBT-Organisation ist Rosa Lëtzebuerg (Pink Luxembourg). Diese Organisation wurde am 26. Juni 1996 gegründet und hatte 2004 220 Mitglieder.